# Julio Bobadilla Peña
Julio Bobadilla Peña (Progreso de Castro, Yucatán, 1918-2002) fue un político mexicano, integrante del Partido Revolucionario Institucional (PRI). Fue diputado federal de 1967 a 1970.

## Biografía
Realizó sus estudios de primaria en la escuela Alcalá Martín, la secundaria en la escuela Adolfo Cisneros Cámara y la preparatoria en la Universidad Autónoma de Yucatán (UADY), pero no realizó estudios profesionales. Fue líder estudiantil en la Federación de Estudiantes Universitarios y en la Juventud Socialista Unificada de México.
Ocupó los cargos de agente de la Lotería Nacional para la Asistencia Pública en Yucatán, director de Cooperativas del departamento de Agricultura del gobierno del estado, secretario particular del gobernador de Yucatán, oficial mayor del gobierno del estado; asi como delegado del PRI en Colima, Campeche y Yucatán.
En 1963 fue elegido secretario general de la Confederación Nacional de Organizaciones Populares (CNOP) en Yucatán y diputado al Congreso del Estado de Yucatán. Dejó este cargo al ser nombrado el 1 de febrero de 1964 secretario general de Gobierno por el gobernador Luis Torres Mesías, renuncio al cargo en 1967 para ser candidato del PRI a diputado federal por el Distrito 2 de Yucatán; triunfó en la elección, y ejerció el cargo en la XLVII Legislatura de dicho año al de 1970 y en la que fue integrante de la Gran Comisión.
De 1970 a 1972 fue secretario general del comité nacional de CNOP, y de 1973 a 1976 oficial mayor de la Secretaría de Comunicaciones y Transportes siendo su titular Eugenio Méndez Docurro en el gobierno del presidente Luis Echeverría Álvarez.